# اولاف پنجم نروژ
اولاف پنجم (انگلیسی: Olav V؛ زاده ۲ ژوئیهٔ ۱۹۰۳ - درگذشته ۱۷ ژانویه ۱۹۹۱) پادشاه نروژ بین سال‌های ۱۹۵۷ تا ۱۹۹۱ بود. وی فرزند هاکون هفتم بود

## نگارخانه

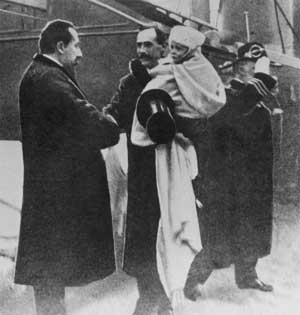
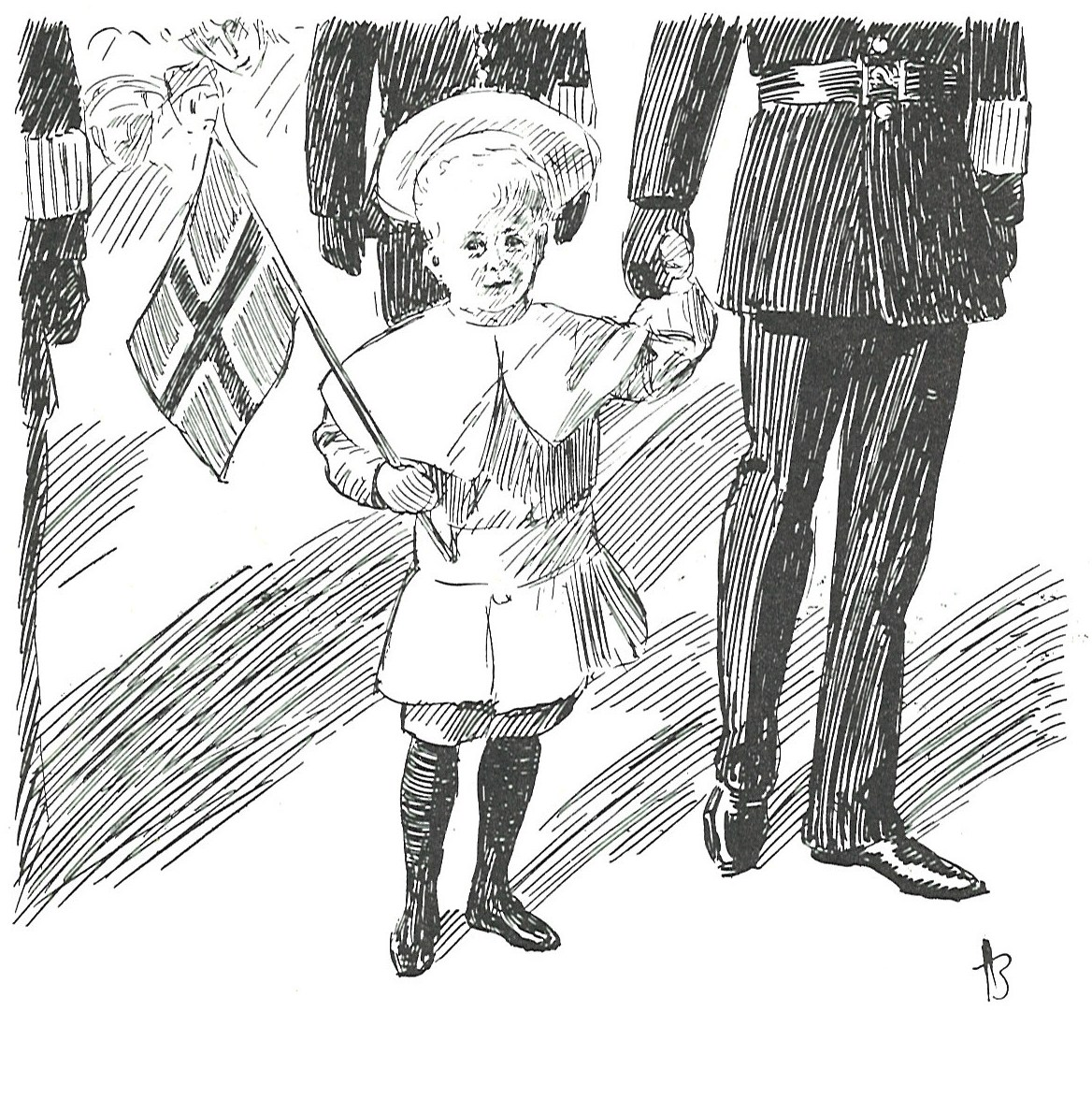
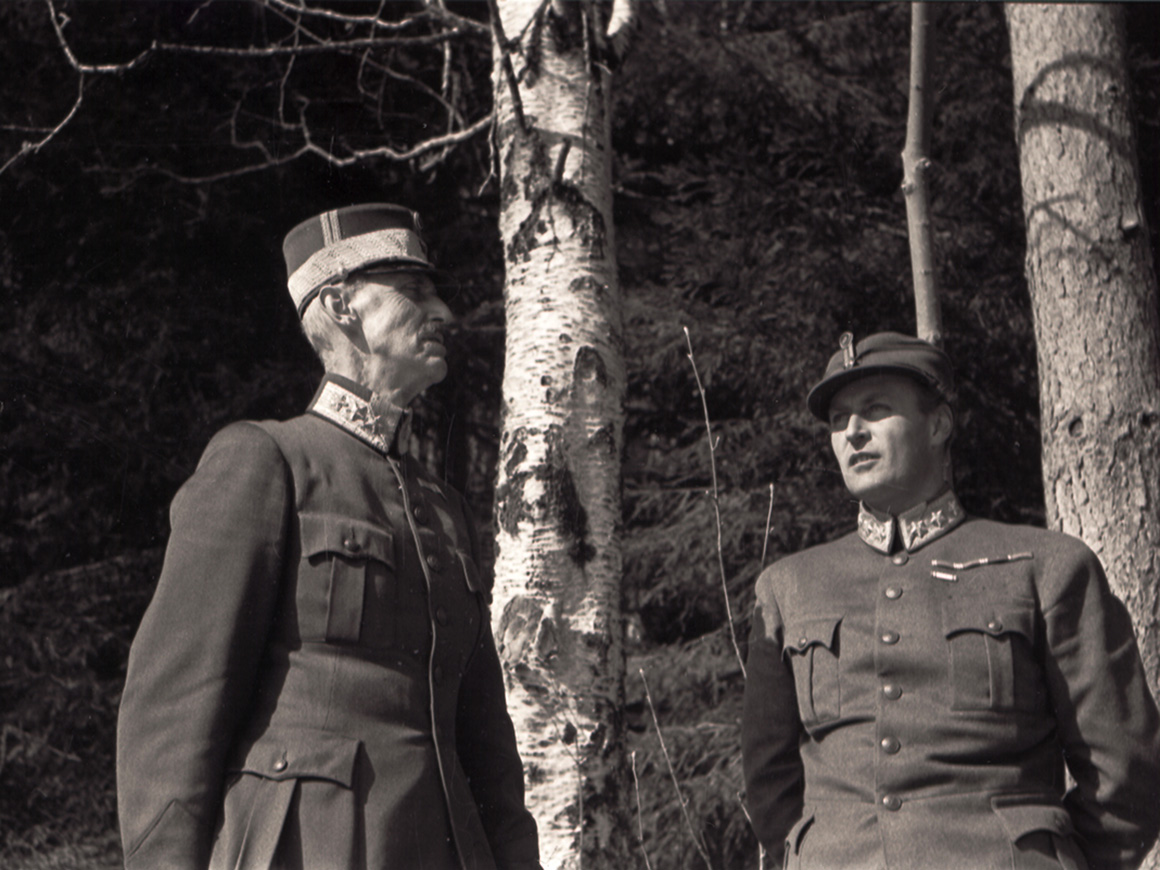
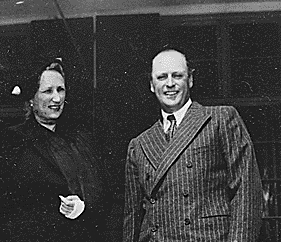
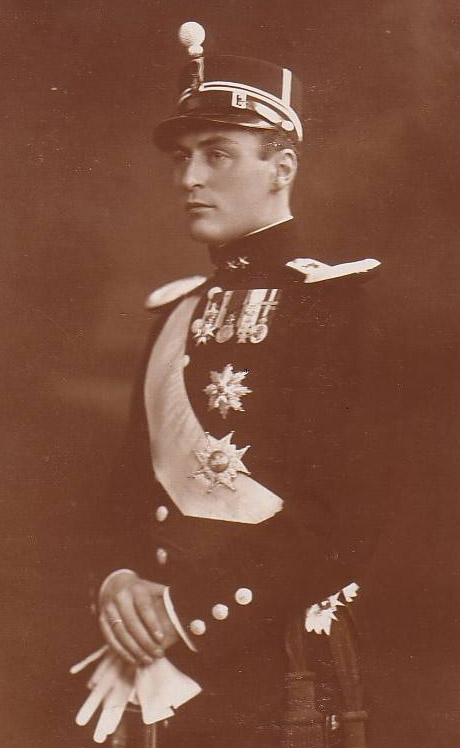
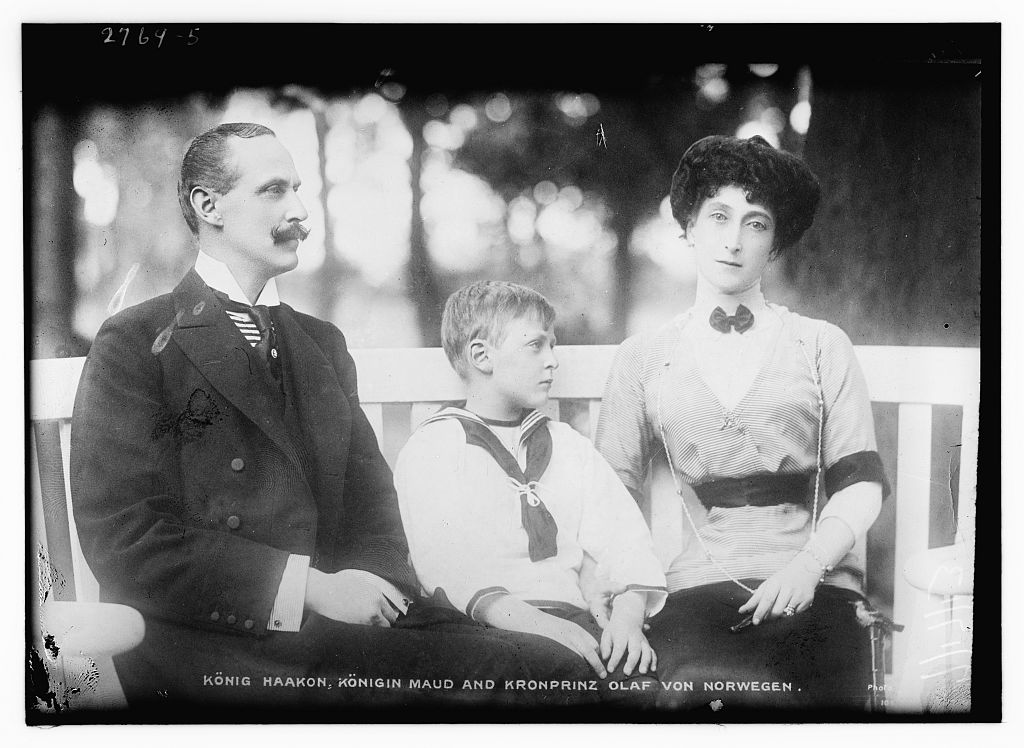